# Metamórfosi (ort i Grekland, Epirus)
Metamórfosi (Karyes Asfakas, Metamorfosi) är en ort i Grekland.   Den ligger i prefekturen Nomós Ioannínon och regionen Epirus, i den nordvästra delen av landet, 300 km nordväst om huvudstaden Aten. Metamórfosi ligger 699 meter över havet och antalet invånare är 686.
Terrängen runt Metamórfosi är kuperad åt nordväst, men åt sydost är den bergig. Runt Metamórfosi är det ganska tätbefolkat, med 52 invånare per kvadratkilometer. Närmaste större samhälle är Ioánnina, 16,9 km sydost om Metamórfosi. Trakten runt Metamórfosi består till största delen av jordbruksmark.